# Amina Abubakar
Amina Abubakar es una investigadora keniana, profesora asociada de Psicología y Salud Pública en la Universidad de Pwani. Es investigadora asociada en el Instituto de Investigación Médico de Kenia. Su investigación se centra en el retraso del desarrollo en niños con VIH, desnutrición y malaria. Es socia honoraria en la Universidad de Oxford.

## Trayectoria
Abubakar obtuvo una licenciatura en educación en la Universidad de Moi, y luego estudió Psicología educativa en la Universidad Keniata. Completó su doctorado en la Universidad de Tilburg en 2008. En sus investigaciones examinó los factores que contribuían al riesgo y la capacidad de recuperación de los lactantes en el África subsahariana. Tuvo una beca de postdoctorado en la Universidad de Utrecht y en el Kenya Medical Research Institute.
En 2014, Abubakar entró en la Universidad de Lancaster como Marie Curie Fellow. Abubakar es Miembro Honorario en el Kenyan Team de Ethox Centre en la Universidad de Oxford. Tiene un premio de Líderes de Investigación Africana del Consejo de Investigación Médica del Departamento de Desarrollo Internacional. Desarrolló estrategias en identificación, monitorización y rehabilitación en niños de riesgo. Realizó un estudio sobre la forma en que los factores contextuales influyen en el bienestar de más de 7.000 adolescentes en 24 países. Ha identificado con éxito intervenciones para apoyar el desarrollo psicológico de niños VIH positivos en el Este de África. Demostró que no había ninguna correlación entre los síntomas depresivos de madres y el estado de salud de los niños africanos.
Abubakar fue nombrada Profesora Asociada de la Universidad de Pwani en 2016. Lidera el grupo de investigación de neurociencia en Kilifi. Fue ganadora del Premio Royal Society Pfizer en 2016. En 2017, publicó el Handbook of Applied Developmental Science in Sub-Saharan Africa (Manual de ciencias aplicadas del desarrollo en el África subsahariana). Aquel año fue nombrada Socia de la Academia Africana de Ciencias.